# Pallavolo ai XV Giochi dei piccoli stati d'Europa
Il torneo di pallavolo ai XV Giochi dei piccoli stati d'Europa si è svolto dal 28 maggio al 1º giugno 2013.

## Podi
| Evento           | Oro   | Argento     | Bronzo     |
| Torneo maschile  | Cipro | Lussemburgo | Monaco     |
| Torneo femminile | Cipro | Lussemburgo | San Marino |

## Medagliere
| # | Nazione     | Oro | Argento | Bronzo | Totale |
| - | ----------- | --- | ------- | ------ | ------ |
| 1 | Cipro       | 2   | 0       | 0      | 2      |
| 2 | Lussemburgo | 0   | 2       | 0      | 2      |
| 3 | Monaco      | 0   | 0       | 1      | 1      |
| 3 | San Marino  | 0   | 0       | 1      | 1      |